# Ravna (Słowenia)
Ravna – wieś w Słowenii, w gminie Kanal ob Soči. W 2018 roku liczyła 4 mieszkańców.